# Mazaeras magnifica
Mazaeras magnifica là một loài bướm đêm thuộc phân họ Arctiinae, họ Erebidae.